# Фенербахче (футбольний клуб)
«Фене́рбахче» (тур. Fenerbahçe Spor Kulübü, [feˈnæɾbahtʃe]) — турецький футбольний клуб, що базується в районі Кадикьой (також відомий як район Фенербахче) в Стамбулі, Туреччина. Назва спортивного клубу випливає із знаменитого маяка, розташованих в цьому районі (тур. Fener — маяк, тур. bahçe — сад). «Фенербахче», який також часто називають за прізвиськом «Жовті Канарки» (тур. Sarı Kanaryalar), є одним з найпопулярніших клубів в Туреччині і виступає в Турецькій Суперлізі на стадіоні «Шюкрю Сараджоглу». Окрім футбольного клубу, до спортивного об'єднання «Фенербахче» входять волейбольний та баскетбольний клуби, секції легкої атлетики, боксу, веслування, вітрильного спорту та ін.

## Історія

### Перші роки (1907—1923)
Офіційно клуб був заснований в 1907 році, але його коріння сягають до 1899 року. Наприкінці 19-ого століття будь-які спортивні та культурні товариства були під забороною на території Османської імперії. Султан Османської імперії боявся будь-яких об'єднань за інтересами, так як вважав їх серйозною загрозою монархії. У той час футбол тільки-тільки почав з'являтися в країні, куди його привезли іноземці.

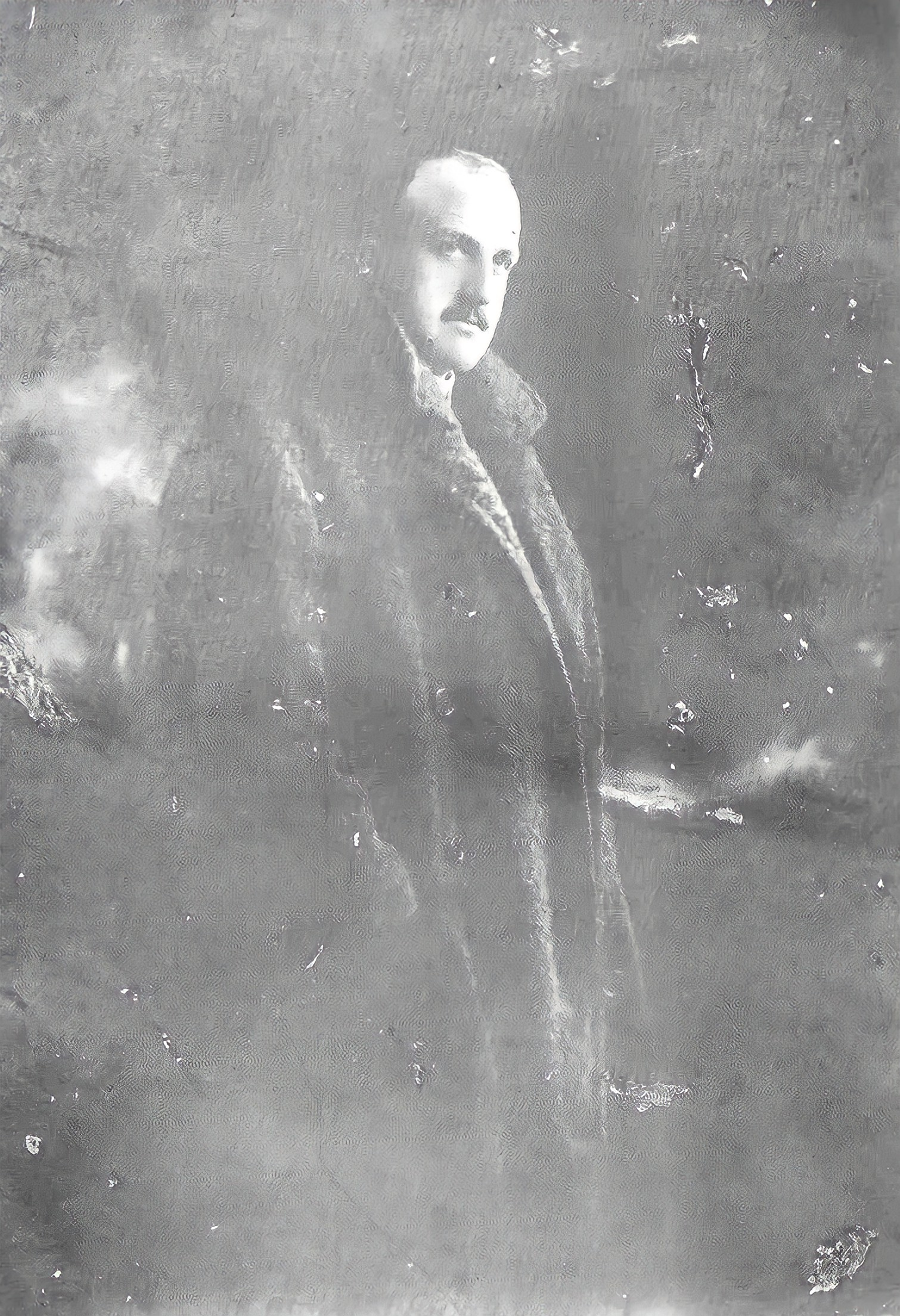
Засновник і перший президент «Фенербахче» Зія Сангюлен

У 1899 жителі району Кадикей створили першу футбольну команду «Блек Стокінгс» (англ. «Black stockings»), але вона була тут же розформована владою. Після першої невдалої спроби, ті ж ентузіасти в 1902 року сформували нову футбольну команду ФК «Кадикей», але і ця команда довго не проіснувала.

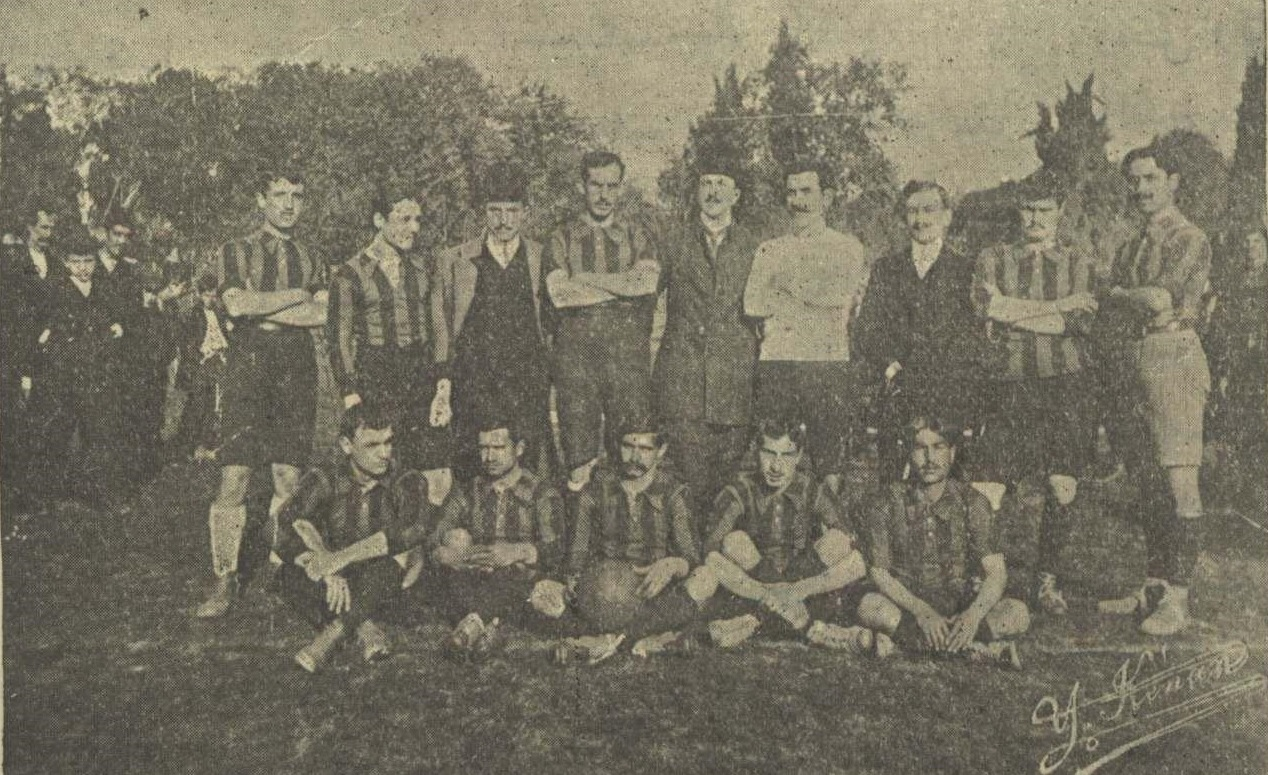
«Фенербахче» у 1907 році

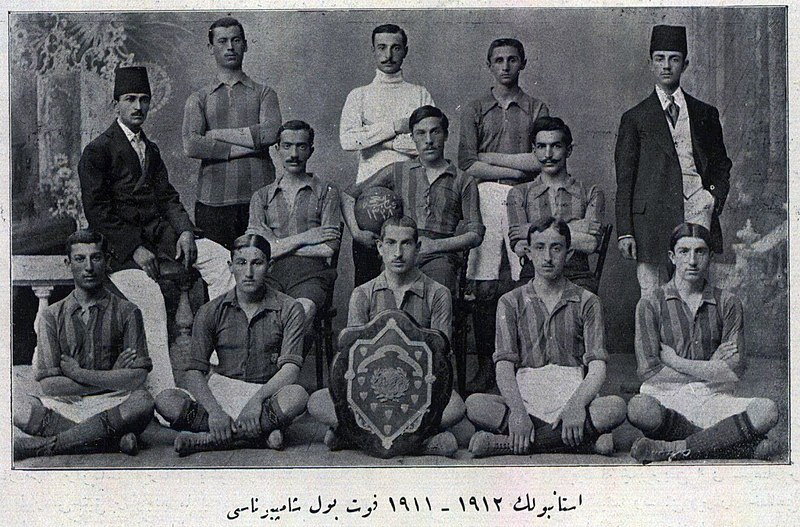
«Фенербахче» у 1912 році

Лише третя спроба була успішною. В 1907 році на світ з'явився «Фенербахче» в районі Кадикей в Стамбулі місцевими жителями Зія Сангюленом (1886—1936), Енвер Нечип Аканером (1892—1959) та Аєтуллою Беєм (1888—1919). Це спортивне товариство також було створене таємно, щоб не потрапити в неприємності за суворих законів Османської імперії. Згідно з правилами султана Абдул-Гамід II, османській молоді було заборонено створювати клуби і грати в англійську гру футбол. Зія Сангюлен був обраний першим президентом клубу, Аєтулла Бей став першим генеральним секретарем клубу, а Енвера Нечип Аканер був призначений на посаду капітана клубу.
Діяльність товариства «Фенербахче» перебувала у нелегальному становищі до реформи 1908, коли, за новим законом, всі футбольні клуби були офіційно зареєстровані на законних підставах. Клуб став базуватися на вулиці Бесбьюїк в Моді, Кадикея. Спочатку кольори команди були жовтими і білими, але в 1909 році їх змінили на жовтий і морський. «Фенербахче» вступив у Стамбульську лігу в 1909 році, посівши п'яте місце в перший рік змагань.
Наступні два роки для клубу були дуже важкими і була загроза розпаду. Але член команди Елкатіпзаде Мустафа допоміг клубу та команда продовжила виступати в різних лігах Стамбула. Команда набирала гравців зі школи Кадикеї та коледжу Роберта і Сент-Джозеф. 1911 року молода команда вперше стала чемпіоном Футбольної Ліги Стамбула не програвши жодної гри. У 1912—1913 роках через Балканську війну ліга не проводилась, а в 1914 і 1915 роках команда знову без єдиної поразки стала чемпіоном. Клуб виграв також Чемпіонат Молодих команд, що проводився в 1914 році і була нагороджена англійцями історичним кубком як команда, яка виграла найбільшу кількість турнірів за останні 10 років.

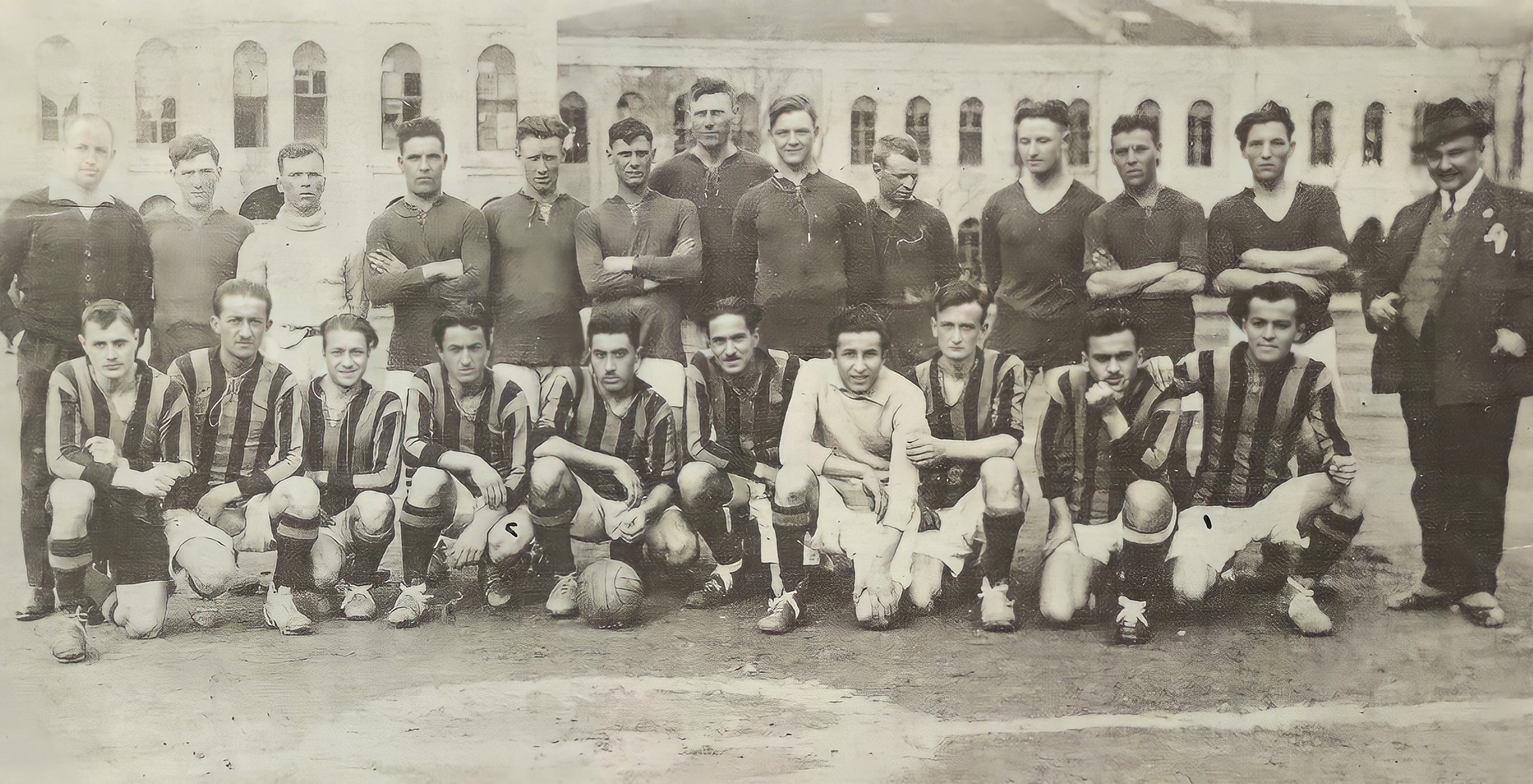
«Фенербахче» (нижній ряд) перед товариським матчем з англійською командою «Артіллері». 4 березня 1923 року

Згодом, з 1918 по 1923 рік «Фенербахче» грав проти співробітників Королівського військово-морського флоту, який окупував Стамбул під час Турецької війни за незалежність. Деякі британські солдати формували свої футбольні команди в Туреччині, які мали особливі назви, як то «Ессекс Енжинірз» (англ. Essex Engineers), «Айріш Гвардс» (англ. Irish Guards), «Гренадерз» (англ. Grenadiers) і «Артіллері» (англ. Artillery). Ці команди грали один проти одного і проти місцевих футбольних клубів Стамбула. «Фенербахче» здобував перемоги в багатьох з цих матчів..

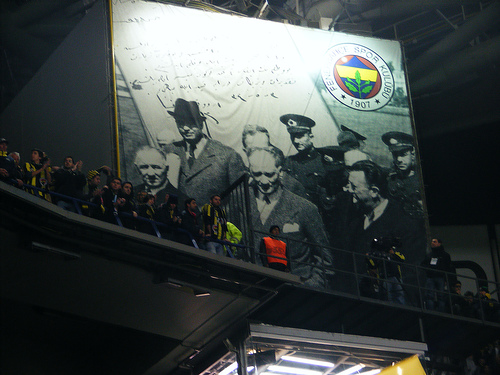
Мустафа Кемаль Ататюрк відвідує стадіон «Фенербахче»

### 1923—1958
1918 року Ататюрк відвідав клуб і підписав книгу побажань, де він писав таке: 
|                                                                            | Я був проінформований про «Фенербахче» та захоплений його діяльністю і мій обов'язок відвідати і привітати клуб. В цей день я офіційно хочу висловити вдячність і подяку |
| — 3 травня 1918 (3.5.1334 AH), підписана командиром армії Мустафою Кемалем | |

Після створення Турецької республіки, її засновник Мустафа Кемаль Ататюрк був затятим уболівальником «канарок». 10 серпня 1928 року під час матчу «Фенербахче» — «Галатасарай» в Кубку Газі (3:3) Ататюрк сидів поруч з трьома уболівальниками «Галатасарая» і двома шанувальниками «Фенербахче», під час матчу він сказав таке: «Нас тут рівна кількість, три на три, тому що я теж вболівальник „Фенербахче“». Чи не тому, з того часу повелося, що основний вболівальник команди — патріотичні сили, радикальні-консерватори 5 червня 1932 року штаб-квартира клубу згоріла дотла, і перша матеріальна допомога прийшла саме від Ататюрка.

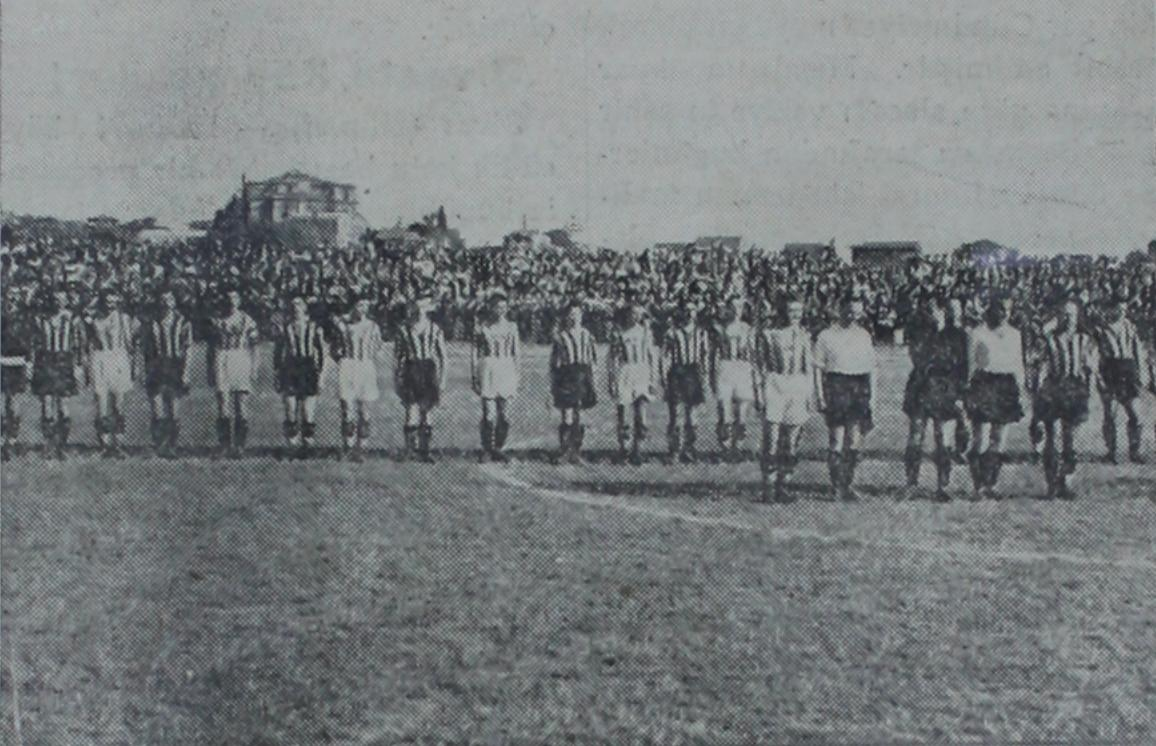
Гравці «Фенербахче» (білі труси) і «Галатасараю» перед матчем Турецької Національної Ліги. 21 травня 1939 року.

У 1923 році після появи Республіки була створена Турецька футбольна федерація. Футбольна федерація стала організовувати регіональні ліги в інших містах. Пізніше турецькі футбольні чиновники стали об'єднувати клуби в рамках однієї ліги. Так 1936 року з'явилася Турецька Національна Ліга (тур. Milli Kume), яке «Фенербахче» вигравало аж 6 разів (1937, 1940, 1943, 1945, 1946, 1950) з 11 можливих.

### 1959—2000
В 1959 році Турецька федерація футболу заснувала Національну лігу, яка отримала назву Суперліга. «Фенербахче» виграв перший турнір, перемігши «Галатасарай» 4:1 на виїзді. У наступному році, «Фенербахче» вперше в своїй історії брав участь у Кубку європейських чемпіонів. В кваліфікаційному раунді «канарки» здолали угорський «Чепель» (1:1, 3:2). Але вже в Першому раунді команда після результатів (2:1, 1:2), в переграванні була розгромлена французькою «Ніццею» 1:5.
«Фенербахче» став найуспішнішим турецьким клубом в 1960-х, виграв п'ять з десяти чемпіонатів. У 1967 році «Фенербахче» став першим клубом, що виграв Балканський кубок (турнір для клубів з Албанії, Болгарії, Греції, Румунії, Туреччини і Югославії, який існував з сезону 1960-61 по сезон 1993-94), здолавши у фіналі в трьох матчах грецький АЕК (1:0, 1:2 і 3:1). Цей успіх залишався єдиним аж до 1992 року, поки інший стамбульський клуб «Сариєр» знову не виграв цей трофей.
У 1970-х роках «Фенербахче» виграв ще чотири чемпіонства. Тоді ж вперше в боротьбу за чемпіонство до «великої трійки» («Фенербахче», «Бешикташ» та «Галатасарай») додався новий клуб — «Трабзонспор», який в другій половині 70-х років став найсильнішим клубом країни. «Фенербахче» ж почав втрачати позиції, вигравши лише три чемпіонати у 1980-х. Після чого протягом 1990-х в Туреччині повністю домінували «Галатасарай» і «Бешикташ», вигравши дев'ять із десяти чемпіонств. «Фенербахче» вдалося виграти чемпіонат лише раз у сезоні 1995/96 під управлінням досвідченого бразильського тренера Карлоса Альберто Паррейра.

### Наш час (2001—)
Наступного разу «Фенербахче» виграв чемпіонат в 2001 році, вирвавши у Галатасарая п'ятий титул. У наступному сезоні, Однак, надалі справи у «Фенербахче» пішли не так добре, закінчивши на другом місці сезон 2001/02 з легендарним Аріелем Ортегою в складі, наступного року команда взагалі посіла 6 місце і не потрапила в єврокубки. Незважаючи на це, сезон став пам'ятним для багатьох уболівальників «Фенербахче» через перемогу 6:0 над головним суперником — «Галатасарай» на рідному стадіоні «Шюкрю Сараджоглу» 6 листопада 2002 року.

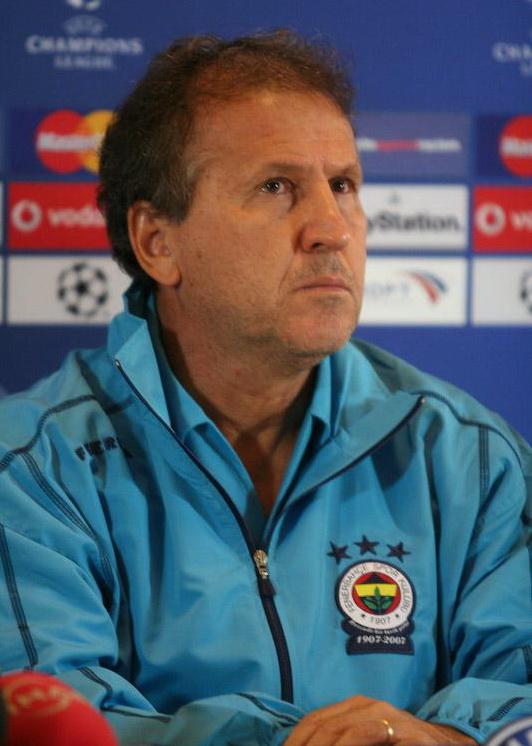
Зіку під час роботи тренером у «Фенербахче». Він досягнув з клубом найкращих результатів в історії — чвертьфінал Ліги чемпіонів у 2008 році.

Після жахливого сезону, «Фенербахче» найняв німецького тренера — Крістофа Даума. Даум раніше тренуючи в Туреччині, вигравав чемпіонат з «Бешикташем» у сезоні 1994/95. Крім відомого тренера «Фенербахче» купило і нових сильних гравців, у тому числі П'єр ван Гойдонк, Мехмет Ауреліо і Фабіо Лусіано. Ці нові гравці привели «Фенербахче» до їх п'ятнадцятого звання і третьої зірки на гербі (одна з яких присуджується за кожні 5 титулів). Наступний рік був невдалим, вони пропустили на перше місце «Трабзонспор», але потім виграли шістнадцятий титул. У сезоні 2005/06 «Фенербахче» втратив титул в останньому турі, пропустивши «Галатасарай». «Фенербахче» необхідно було перемогти, але замість цього вони зіграли 1:1 з «Денізліспором», а «Галатасарай» переміг з рахунком 3:0 «Кайсеріспор».
Незабаром після цього, Крістоф Даум був знятий з посади тренера і був замінений бразильцем Зіку 4 липня 2006 року. Він розпочав свою роботу, підписавши двох нових захисників зі свого бразильського чемпіонату — уругвайця Дієго Лугано і бразильця Еду Драсену. Зіку також підписав двох хавів, гравця збірної Сербії Матея Кежмана та бразильця Дейвіда. Сезон 2006/07 почали з перемоги 6-0 над «Ерджиесспором». У 32-му турі Суперліги, за два матчі до завершення турніру, «Фенербахче» зіграв з «Трабзонспором» 2:2, в той час як «Бешикташ» програв «Бурсаспору» 0:3. В результаті цього «Фенербахче» виграв сімнадцятий турецький титул, що стало національним рекордом.

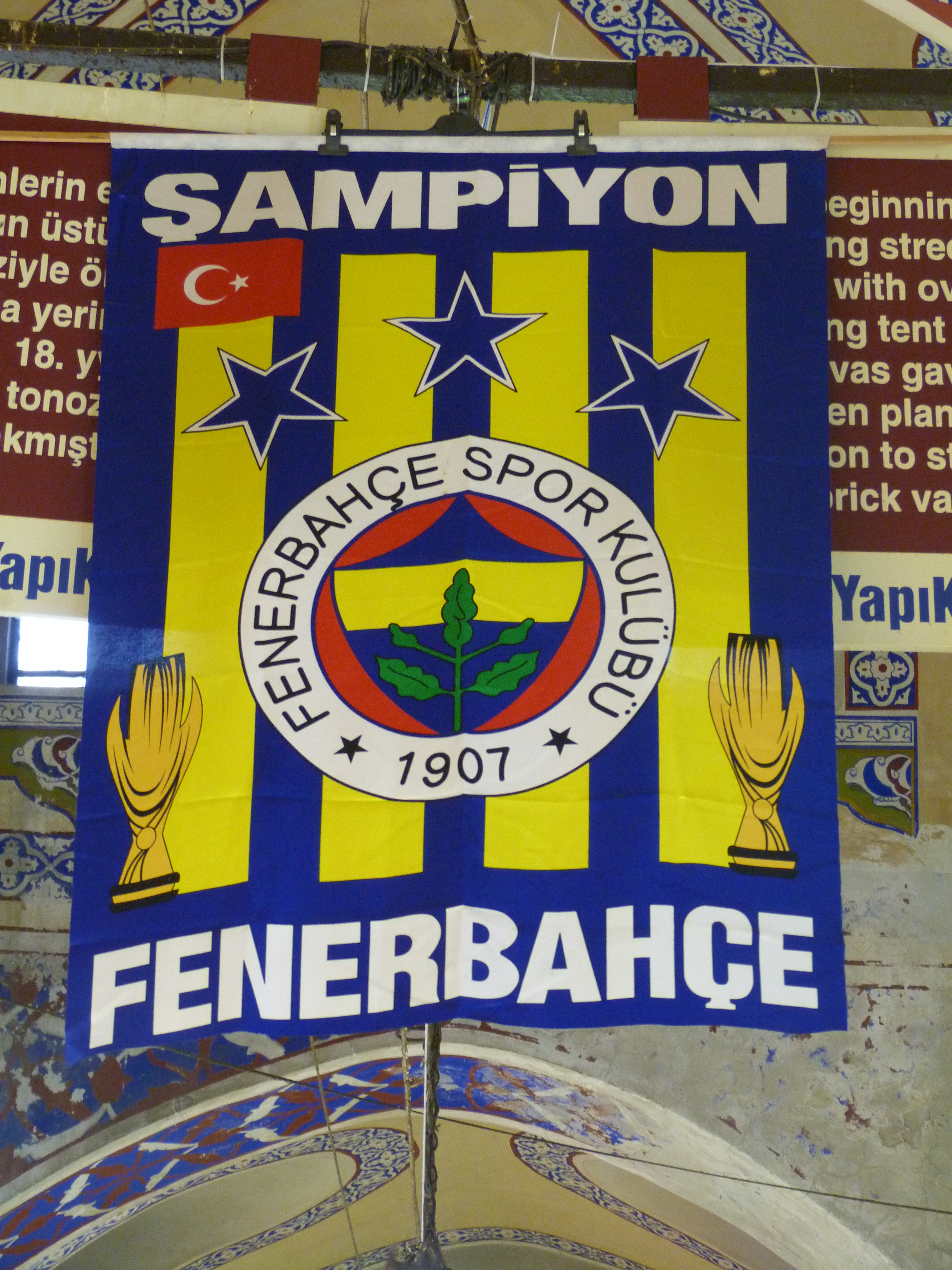
Банер в честь перемоги «Фенербахче» в чемпіонаті Туреччини у 2014 році.

«Фенербахче» почав 2007/08 сезон, підписавши бразильського збірника Роберто Карлоса. Захисник безкоштовно прийшов, після того як його контракт не був продовжений з мадридським «Реалом». Також у клубі з'явились молоді гравці, зокрема турки Гокан Гонул, Ясін Чакмак, Ільхан Парлак, Алі Білгін, турецько-англійський атакуючий Колін Казим-Річардс, турецько-бразильський лівий захисник Гекчек Ведерсон, які приєдналися до «Фенербахче» на початку сезону і чилійський капітан Клаудіо Мальдонадо, що приєднався до команди в січні 2008 року. Того року під управлінням Зіку команда «Фенербахче» вперше в історії клубу вийшла з групи в Лізі чемпіонів, де перемогла «Севілью» стала чвертьфіналістом турніру. Досі цей результат лишається найуспішнішим для команди на європейській арені. У березні 2008 року, «Фенербахче» був прийнятий в Guinness World Records Menagement Team, яка передбачає, що «Фенербахче» має найбільшу кількість трофейних медалей і досягнень на планеті - 1134 кубків та медалей.
Після успішної гри в місцевій лізі і в міжнародних матчах, Зіку отримав новий псевдонім від уболівальників Фенербахче: «Kral Arthur» (означає «Король Артур» турецькою мовою). А для команди прізвисько «Король Артур і його лицарі».
«Фенербахче» був виключений з Ліги чемпіонів 2011/12, оскільки був доведений факт деяких договірних матчів з його участю, а також перевестися в нижчий турецький дивізіон, щоб навести порядок в клубі, але Турецька федерація футболу відмовилася це зробити. На наступний рік клуб почав виступ у Лізі чемпіонів 2012/13, але не пробився в груповий етап (за сумою двох матчів програв московському «Спартаку»), і дійшов до півфіналу Ліги Європи, де поступився майбутньому фіналісту турніру — португальській «Бенфіці». Влітку 2013 року УЄФА знову відсторонила «Фенербахче» від участі в єврокубках на строк у два роки з можливістю продовження на рік. Через це, не зважаючи на перемогу в чемпіонаті сезону 2013/14, клуб залишився без євротурніру. До моменту повернення клубу в єврокубки в сезоні 2015/16 був запрошений португальський тренер Вітор Перейра і підписані контракти з новими гравцями світового рівня — Сімоном К'єром, Нані та Робіном ван Персі.

## Гравці
З першого складу «Фенербахче», що був вперше створений в 1907 році, найбільше виділився Галіп Кулаксизоглу, який виступав гравцем з першого дня, а також був президентом (1910—1911) і головним тренером клубу (1911—1915). Всього він провів сімнадцять років у клубі, і пішов у відставку в 1924 році після 216 матчів. Зекі Риза Спорел став першим вихованцем школи «Фенербахче», який закріпився в команді. Під час своєї 18-річної кар'єри в клубі, Зекі забив 470 голів у 352 матчах, або 1,3 голи в матчі. Зекі також у 1955—1957 роках був президентом клубу.
Лефтер Кючюкандоньядіс був одним з перших турецьких футболістів, які грали в Європі. Протягом двох сезонів в Європі, він грав за «Фіорентину» і «Ніццу» перед поверненням в «Фенербахче». В цілому, Лефтер забив 423 голів 615 матчів за клуб. Інший гравець, Чан Барту, став наступним великим турецьким експортом в Європу. Він був також першим турком, який грав в фіналі єврокубку (за «Фіорентину» проти «Атлетіко» в фіналі кубка кубків 1962 року). Чан також провів кілька сезонів за «Венецію» і «Лаціо» перед поверненням в «Фенербахче» в 1967 році. Він був чотири рази чемпіоном Туреччини з «Фенербахче» і забив 162 цілям 330 матчів.
Починаючи з 1990-х років у «Фенербахче» розпочався приплив іноземців Серед них Уче Окечукву, який після 13 сезонів у «Фенербахче» і «Істанбулспорі» став легіонером, що найдовше виступав в Туреччині. Всього за свою кар'єру в «Фенербахче» Уче завоював два чемпіонства і став улюбленцем уболівальників.
З 2000 року Фенербахче поліпшило фінанси клубу, в результаті чого в команді з'явилося багато світових зірок, таких, як Кеннет Андерссон, Хаїм Ревіво, Аріель Ортега, Сергій Ребров, П'єр ван Гойдонк, Алекс де Соуза, Стівен Аппіа, Ніколя Анелька а останнім часом Матея Кежман, Роберто Карлос і Даніель Гуїса. Крім того, в «Фенербахче» виступали натуралізовані бразильці Мехмет Ауреліо, який в 2006 році, став першим натуралізованим громадянином, що потрапив до збірної Туреччини, а також Гекчек Ведерсон.
В сезоні 2015/16 був запрошений португальський тренер Вітор Перейра і підписані контракти з новими гравцями світового рівня — Сімоном К'єром, Нані та Робіном ван Персі.
| Футболісти року | Найкращі бомбардири |
| --- | --- |
| Футболіст року в Туреччині (12) - Лефтер Кючюкандоньядіс — 1955 - Джеміль Туран — 1977 - Ридван Ділмен — 1989 - Гаральд Шумахер — 1988, 1989 - Уче Окечукву — 1997 - Елвір Бальїч — 1998 - Рюштю Речбер — 2001 - П'єр ван Гойдонк — 2004 - Мехмет Ауреліо — 2007 - Александро де Соуза — 2005, 2010 | Найкращий бомбардир чемпіонату Туреччини (15) - Огюн Алтипармак — 1970-71 - Осман Арпаджиоглу — 1972-73 - Джеміль Туран — 1973-74, 1975-76, 1977-78 - Сельчук Юла — 1981-82, 1982-83 - Айкут Коджаман — 1988-89, 1991-92, 1994-95 - Танжу Чолак — 1992-93 - Бюлент Уйгун — 1993-94 - Семіх Шентюрк — 2007-08 - Александро де Соуза — 2006-07, 2010-11 Найкращий бомбардир чемпіонату Туреччини (3) - Тунджай Шанли — 2003-04 - Александро де Соуза — 2004-05 - Семіх Шентюрк — 2006-07 |

## Кольори команди і логотип
Маяк, розташований на мисі Фенербахче, мав великий вплив на дизайн першої емблеми клубу, в якій використовувались жовтий і білий кольори нарцисів, що росли довкола маяка. Форма також була розроблена з жовтими і білими смугами.
Емблему та кольори клубу були змінені в 1910 році, коли Хікмет Топузер змінив колір на жовтий і темно-синій, які можна побачити і сьогодні.

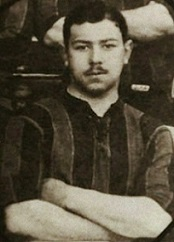
Хікмет Топузер з розробленим ним гербом «Фенербахче»

Сам Топузер описує історію емблеми клубу так: «Після зміни кольорів нашого клубу важко було створити герб, в якому б фігурували всі наші кольори. Мої друзі довірили цю складну роботу мені. По-перше, я постарався зобразити на гербі кольори нашого національного прапора — червоний і білий. Потім в центрі на шиті були розміщені жовтий колір і темно-синій. Я написав ім'я клубу і дату заснування на білому фоні. У кожен відтінок я вклав певний сенс. Дизайн сподобався моїм друзям. Проект відразу ж полюбили мої друзі, і ескізи були спрямовані дизайнеру Тевфіку Хаккару, який у той час перебував у Німеччині».
Після створення нового турецького алфавіту у 1928 році, дизайн був залишений, але назва клубу на емблемі була змінена на «Fenerbahce Spor Kulubu — 1907.».
Досі кольорами форми залишаються жовто сині, а на гербовому щиті «Фенербахче» зображені п'ять різних кольорів. Білий означає чистоту і розкрите серце, червоний — любов і відданість клубу, а також турецький прапор, жовтий — заздрість конкурентів, темно-синій — благородство. Лист дуба, зображений поверх синьої і жовтої секцій, символізує міць і силу членів «Фенербахче», зелений колір листа відображає успіхи стамбульського клубу.

## Стадіон
«Фенербахче» всю історію грають свої домашні ігри на стадіоні «Шюкрю Сараджоглу». Стадіон був побудований в 1908 році, але з тих пір був реконструйований і розширений кілька разів. «Шюкрю Сараджоглу» відрізняється від більшості турецьких футбольних стадіонів, тим, що не має бігових доріжок. Це дозволяє вболівальникам сидіти дуже близько до поля, що робить створює особливо вражаючу атмосферу. Загальна місткість стадіону — 52,500 місць.
22 липня 1998 року стадіон, який до того мав назву «Фенербахче стаді», був названий на честь шостого прем'єр-міністра Туреччини Мехмета Шюкрю Сараджоглу, який також протягом шістнадцяти років (з 1934 по 1950 рік) був президентом «Фенербахче».

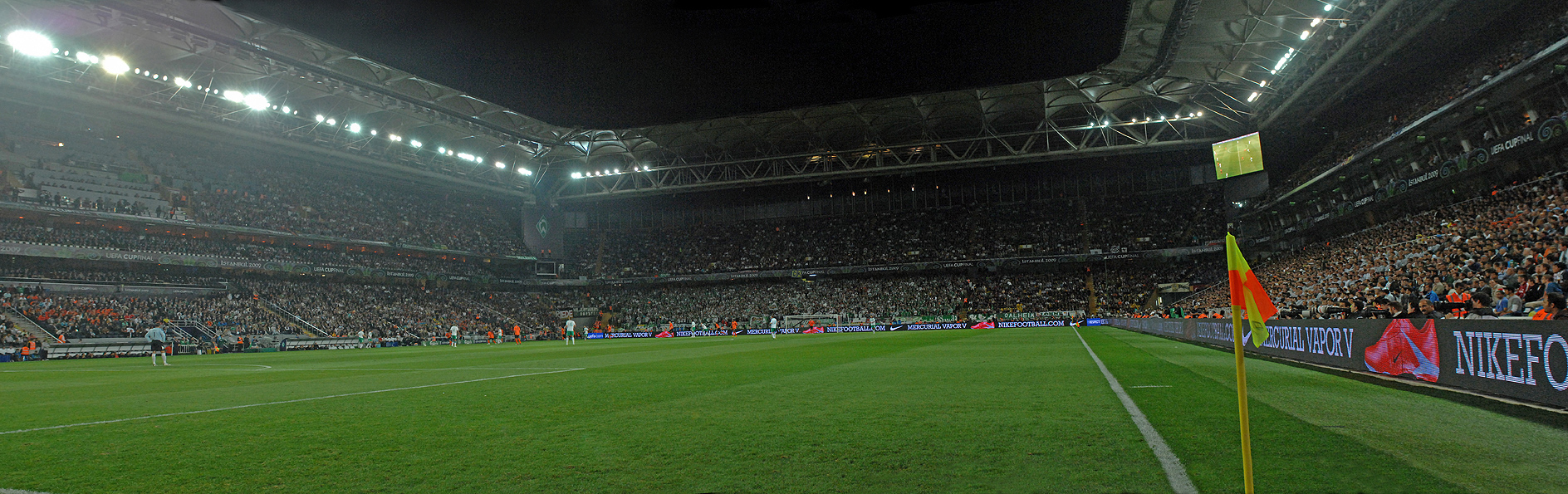
Панорама стадіону «Шюкрю Сараджоглу»

## Музей
Фенербахче має величезну кількість трофеїв, порівняно з іншими клубами. Фенербахче завоював багато трофеїв на діючих в даний час турнірах і в ряді інших, які були припинені.
Під час турецької війни за незалежність, Фенербахче грав проти багатьох команд, створених окупаційними силами.
Музей переміщувався з місця на місце кілька разів в ході історії клубу. Лише у 21 столітті музей був перенесений на «Шюкрю Сараджоглу» і відкритий 19 жовтня 2005 року.

## Скандали
27 липня 2022 року під час матчу-відповіді 2-го кваліфікаційного раунду Ліги чемпіонів проти київського «Динамо» вболівальники клубу почали скандувати ім'я російського президента Володимира Путіна після того, як кияни відкрили рахунок. Післяматчеву пресконференцію в знак протесту проігнорував головний тренер «Динамо» — Мірча Луческу.
Президент турецької команди Алі Коч відмовився вибачатись перед Україною за інцидент. УЄФА оштрафував «Фенербахче» за цю поведінку їхніх фанатів на 50 тисяч євро.
9 вересня 2022 року фанати «Фенербахче» одягли на матч-відповідь із «Динамо» маски з зображенням Путіна.

## Досягнення

### Міжнародні змагання
- Ліга чемпіонів:
  - Чвертьфінал (1): 2007/08

- Ліга Європи УЄФА:
  - Півфінал (1): 2012/13

- Кубок кубків:
  - Чвертьфінал (1): 1963/64

### Внутрішні змагання
- Турецька суперліга:
  - Чемпіон (19): 1959, 1960/61, 1963/64, 1964/65, 1967/68, 1969/70, 1973/74, 1974/75, 1977/78, 1982/83, 1984/85, 1988/89, 1995/96, 2000/01, 2003/04, 2004/05, 2006/07, 2010/11, 2013/14
  - Віцечемпіон (26): 1959/60, 1961/62, 1966/67, 1970/71, 1972/73, 1975/76, 1976/77, 1979/80, 1983/84, 1989/90, 1991/92, 1993/94, 1997/98, 2001/02, 2005/06, 2007/08, 2009/10, 2011/12, 2012/13, 2014/15, 2015/16, 2017/18, 2021/22, 2022/23, 2023/24, 2024/25
- Кубок Туреччини:
  - Володар (7): 1968, 1974, 1979, 1983, 2012, 2013, 2023.
  - Фіналіст (11): 1963, 1965, 1989, 1996, 2001, 2005, 2006, 2009, 2010, 2016, 2018
- Суперкубок Туреччини:
  - Володар (9): 1968, 1973, 1975, 1984, 1985, 1990, 2007, 2009, 2014
  - Фіналіст (10): 1970, 1974, 1978, 1979, 1983, 1989, 1996, 2012, 2013, 2023

### Інші досягнення
- Балканський Кубок
  - Володар (1):1967

- Кубок TSYD:
  - Володар (12): 1969, 1973, 1975, 1976, 1978, 1979, 1980, 1982, 1985, 1986, 1994, 1995 (рекорд)

- Кубок Ататюрка
  - Володар (2): 1964, 1998 (рекорд)

- Кубок прем'єр-міністра Туреччини:
  -  Володар (8): 1945, 1946, 1950, 1973, 1980, 1989, 1993, 1998 (рекорд)

- Стамбульська ліга
  - Чемпіон (16): 1911/12, 1913/14, 1914/15, 1920/21, 1922/23, 1929/30, 1932/33, 1934/35, 1935/36, 1936/37, 1943/44, 1946/47, 1947/48, 1952/53, 1956/57, 1958/59 (рекорд)

- Кубок Стамбула:
  - Володар (4): 1930, 1934, 1938, 1939 (рекорд)

## Склад команди
Станом на 20 січня 2025
| №  | Поз. | Нац.                 | Гравець                              |
| -- | ---- | -------------------- | ------------------------------------ |
| 1  | ВР   | Туреччина            | Ірфан Джан Егрібаят                  |
| 3  | ЗХ   | Туреччина            | Самет Акайдін                        |
| 4  | ЗХ   | Туреччина            | Чаглар Сеюнджю                       |
| 5  | ПЗ   | Туреччина            | Ісмаїл Юксек                         |
| 6  | ЗХ   | Гана                 | Александер Джику                     |
| 8  | ПЗ   | Туреччина            | Мерт Хакан Яндаш                     |
| 9  | НП   | Боснія і Герцеговина | Едін Джеко                           |
| 10 | НП   | Сербія               | Душан Тадич                          |
| 13 | ПЗ   | Бразилія             | Фред                                 |
| 16 | ЗХ   | Туреччина            | Мерт Мюлдюр                          |
| 17 | ПЗ   | Туреччина            | Ірфан Кахведжі                       |
| 18 | ПЗ   | Сербія               | Филип Костич (в оренді з «Ювентуса») |
| 19 | НП   | Марокко              | Юссеф Ен-Несірі                      |
| 20 | НП   | Туреччина            | Ченгіз Юндер                         |
| 21 | ЗХ   | Нігерія              | Брайт Осаї-Семюел                    |

| №  | Поз. | Нац.       | Гравець                                    |
| -- | ---- | ---------- | ------------------------------------------ |
| 22 | ЗХ   | Туреччина  | Левент Мерджан                             |
| 23 | НП   | Туреччина  | Дженк Тосун                                |
| 24 | ЗХ   | Нідерланди | Джейден Оостерволде                        |
| 28 | ПЗ   | Туреччина  | Бартуг Елмаз                               |
| 34 | ПЗ   | Марокко    | Суф'ян Амрабат (в оренді з «Фіорентини»)   |
| 40 | ВР   | Хорватія   | Доминик Ливакович                          |
| 50 | ЗХ   | Бразилія   | Родріго Бекан                              |
| 53 | ПЗ   | Польща     | Себастьян Шиманський                       |
| 54 | ВР   | Туреччина  | Ертугрул Четін                             |
| 65 | ЗХ   | Туреччина  | Мухаррем Чизгілі                           |
| 70 | НП   | Туреччина  | Огуз Айдин                                 |
| 95 | ЗХ   | Туреччина  | Юсуф Акчичек                               |
| 97 | НП   | Франція    | Аллан Сен-Максімен (в оренді з «Аль-Ахлі») |
|    | ЗХ   | Туреччина  | Емір Ортакайя                              |
|    | ПЗ   | Бразилія   | Лінкольн                                   |

## Тренери
| Рік     | Тренер              |
| ------- | ------------------- |
| 1907-10 | Далакли Хусейн      |
| 1910-15 | Галіб Кулаксизоглу  |
| 1915-21 | Хюсню Каяджан       |
| 1921-24 | Мустафа Алкатіпзаде |
| 1924-26 | Самі Джошар         |
| 1926-29 | Хікмет Моджук       |
| 1929-32 | Неджмеддін Чакар    |
| 1932-34 | Жозеф Звенк         |
| 1934-37 | Джеймс Донеллі      |
| 1937-39 | Жозеф Звенк         |
| 1939-40 | Г.Немец             |
| 1940-44 | Джон Праєр          |
| 1944-45 | М. Дімітропулос     |
| 1945-47 | Фікрет Ариджан      |
| 1947-48 | Ігнац Молнар        |
| 1948-49 | Джихат Арман        |
| 1949-51 | Пітер Моллой        |

| Рік     | Тренер               |
| ------- | -------------------- |
| 1951-53 | Ласло Шекелі         |
| 1953-55 | Жарко Михайлович     |
| 1955-56 | Імре Маркос          |
| 1956-57 | Ласло Шекелі         |
| 1957-60 | Ігнас Молнар         |
| 1960-62 | Ласло Шекелі         |
| 1962-64 | Мирко Кокотович      |
| 1964-65 | Оскар Холд           |
| 1965-66 | Неждет Ердем         |
| 1966-67 | Абдула Гегич         |
| 1967-69 | Ігнац Молнар         |
| 1969-70 | Траян Іонеску        |
| 1970-71 | Константін Теашке    |
| 1971-72 | Сабрі Кираз          |
| 1972-75 | Діді                 |
| 1975-76 | Абдула Гегич         |
| 1976-78 | Томислав Калоперович |

| Рік     | Тренер                  |
| ------- | ----------------------- |
| 1978-79 | Неждет Ніш              |
| 1979-80 | Зія Шенгюль             |
| 1980-82 | Фрідель Рауш            |
| 1982-84 | Бранко Станкович        |
| 1984-85 | Тодор Веселинович       |
| 1985-86 | Кальман Мешелі          |
| 1986-87 | Бранко Станкович        |
| 1987-88 | Паль Чернаї             |
| 1988-90 | Тодор Веселинович       |
| 1990-91 | Гус Гіддінк             |
| 1991-93 | Йозеф Венглош           |
| 1993-94 | Хольгер Осієк           |
| 1994-95 | Томислав Івич           |
| 1995-96 | Карлос Алберто Паррейра |
| 1996-97 | Себастьян Лазароні      |
| 1997-98 | Отто Панич              |
| 1998-99 | Йоахім Лев              |

| Рік     | Тренер          |
| ------- | --------------- |
| 1999-00 | Зденек Земан    |
| 2000-01 | Мустафа Денізлі |
| 2001-02 | Вернер Лоран    |
| 2002-03 | Огуз Четін      |
| 2003-06 | Крістоф Даум    |
| 2006-08 | Зіку            |
| 2008-09 | Луїс Арагонес   |
| 2009-10 | Крістоф Даум    |
| 2010-13 | Айкут Коджаман  |
| 2013-14 | Ерсун Янал      |
| 2014-15 | Ісмаїл Картал   |
| 2015-16 | Вітор Перейра   |
| 2016-17 | Дік Адвокат     |
| 2017-   | Айкут Коджаман  |